# Ķegums
Ķegums (ejtsd: Tyegumsz; németül: Keggum) iparváros Lettországban.

## Fekvése
Ķegums Lettország Vidzeme tájegységében, a Daugava 70. folyamkilométerénél, a folyó jobb partján, Rigától 50 km-re délkeletre helyezkedik el.

## Története
A város Lettország első vízerőművének építésekor az építők lakótelepéből alakult ki. A ķegumsi vízerőmű első blokkját 1936–39 között építették, ezt 1976–79 között egy újabb blokkal egészítették ki. Ķegums 1993-ben kapott városi jogokat.

## Gazdasági élet, közlekedés

### Gazdaság
Ķegums gazdasági élete teljes egészében a ķegumsi vízerőműre épül. Az erőmű teljesítményét tekintve Lettország harmadik legnagyobb erőműve. Tulajdonosa az állami tulajdonban lévő Latvenergo.

## Látnivalók
- Az 1995-ben alapított Ķeguma HES (Ķegumsi Vízerőmű Múzeum). A múzeum kiállításai részben vízgazdálkodási, részben energetikai témákkal foglalkoznak, és természetesen az erőmű építéséhez és történetéhez kapcsolódó dokumentumok is láthatók benne.